# Jean-Guy Rodrigue
Pour les articles homonymes, voir Rodrigue.
Jean-Guy Rodrigue (Granby, 21 mars 1937 – Laval, 6 janvier 2013) est un ingénieur, un syndicaliste et un homme politique québécois. Il a été le député péquiste de Vimont à l'Assemblée nationale du Québec de 1981 à 1985 et brièvement ministre dans les gouvernements de René Lévesque et de Pierre Marc Johnson.

## Biographie
Fils d'Hermann Rodrigue et d'Estelle Beauregard, Jean-Guy Rodrigue poursuit des études de génie civil à l'Université de Montréal. Après l'obtention de son diplôme, il entre au service d'Hydro-Québec en 1960. Il participera à la création du Syndicat professionnel des ingénieurs d'Hydro-Québec (SPIHQ), dont il sera le premier président en 1964.
En mai 1965, le SPIHQ organise une grève des ingénieurs afin de faire reconnaître la juridiction du syndicat sur l'ensemble des effectifs de ce groupe d'employés alors que la direction veut exclure la moitié des 572 ingénieurs de l'unité d'accréditation. La grève d'un mois se soldera par un compromis ; le syndicat représentera 442 ingénieurs. L'année suivante, le syndicat organise un nouveau débrayage contre la réorganisatrion de l'entreprise menée par le directeur-général Robert A. Boyd. La deuxième grève durera plus de trois mois, malgré la tentative de conciliation de René Lévesque, qui était alors ministre des Richesses naturelles. Au terme de cette période mouvementée, le syndicat obtient sa reconnaissance et signe sa première convention collective, au prix de 18 semaines de grève en moins de deux ans.
De 1969 à 1976, Rodrigue devient président de la Fédération des ingénieurs et cadres du Québec (CSN), puis revient à Hydro-Québec, où il est responsable des études d'aménagement des rivières de la Basse-Côte-Nord, de 1979 à 1981. Il se lance en politique sous la bannière du Parti québécois et est élu député de Vimont lors de l'élection générale du 13 avril 1981. Il occupe le poste d'adjoint parlementaire au ministre des Transports de 1982 à 1984. Il devient ministre de l'Énergie et des Ressources dans le gouvernement Lévesque et occupe brièvement le poste de ministre de l'Enseignement supérieur, de la Science et de la Technologie dans le gouvernement de Pierre Marc Johnson. Il est battu par le libéral Jean-Paul Théorêt lors de l'élection générale de 1985.
Il retourne à Hydro-Québec, où il poursuit sa carrière comme conseiller aux affaires internationales à la vice-présidence Équipement. Il agit également comme conseiller du gouvernement de la Côte d'Ivoire. Après sa  retraite en 1991, il poursuit des études à l'université de Salamanca, en Espagne et devient délégué du Québec à Caracas en 1995 et 1996.